# Khumjung
Khumjung (Nepali खुम्जुंग) ist ein Dorf und ein Village Development Committee in der Khumbu-Region in Nepal innerhalb des Sagarmatha-Nationalparks.
Das VDC Khumjung erstreckt sich über das Einzugsgebiet des Dudhkoshi oberhalb der Einmündung des Bhotekoshi. Es umfasst somit auch das Seitental des Imja Khola und reicht vom Cho Oyu im Nordwesten bis zum Mount Everest im Nordosten. Der Mount Everest Trek führt durch das Gebiet.
Der Ort Khumjung liegt zusammen mit dem direkt angrenzenden Dorf Khunde auf einer Höhe von 3780 m in einem Talkessel, dem Khumjung Valley am Fuße des Khumbi Yul Lha, des heiligen Bergs der Sherpas.
Das Khumjung Valley liegt zwischen den bekannten Orten Namche Bazar und Tengboche zwischen 3800 und 4000 m Höhe. Khumjung liegt im östlichen Teil des Tals und etwas tiefer als Khunde.
Im Kloster des Dorfes ist der legendäre Yeti-Skalp ausgestellt. In Khumjung befindet sich die Hillary-School, die einzige weiterführende Schule der Khumbu-Region. Sie ist ebenso nach Sir Edmund Hillary, dem Erstbesteiger der Mount Everest, benannt wie das kleine Krankenhaus in Khunde. Beide Einrichtungen wurden von der Hillary-Stiftung gegründet und bis heute unterhalten. Damit verfügt das Khumjung Valley über eine mit den sonstigen Bergregionen Nepals verglichen gute Infrastruktur in Bildung und Gesundheitsfürsorge.

## Einwohner
1991 hatte der Ort 1809 Einwohner.
Das VDC Khumjung hatte bei der Volkszählung 2011 1912 Einwohner (davon 913 männlich) in 551 Haushalten.

## Dörfer und Weiler
Khumjung besteht aus mehreren Dörfern und Weilern.
Die wichtigsten sind:
- Dingboche (4340 m ⊙)
- Gokyo (4860 m ⊙)
- Gorak Shep oder Gorakshep (5207 m ⊙)
- Khumjung (3780 m ⊙)
- Khunde (3860 m ⊙)
- Lobuche (4930 m ⊙)
- Machhermo (4380 m ⊙)
- Pangboche (4020 m ⊙)
- Pheriche (4250 m ⊙)
- Phortse (3800 m ⊙)
- Tashinga (3480 m ⊙)
- Tengboche (3860 m ⊙)

VDC Khumjung
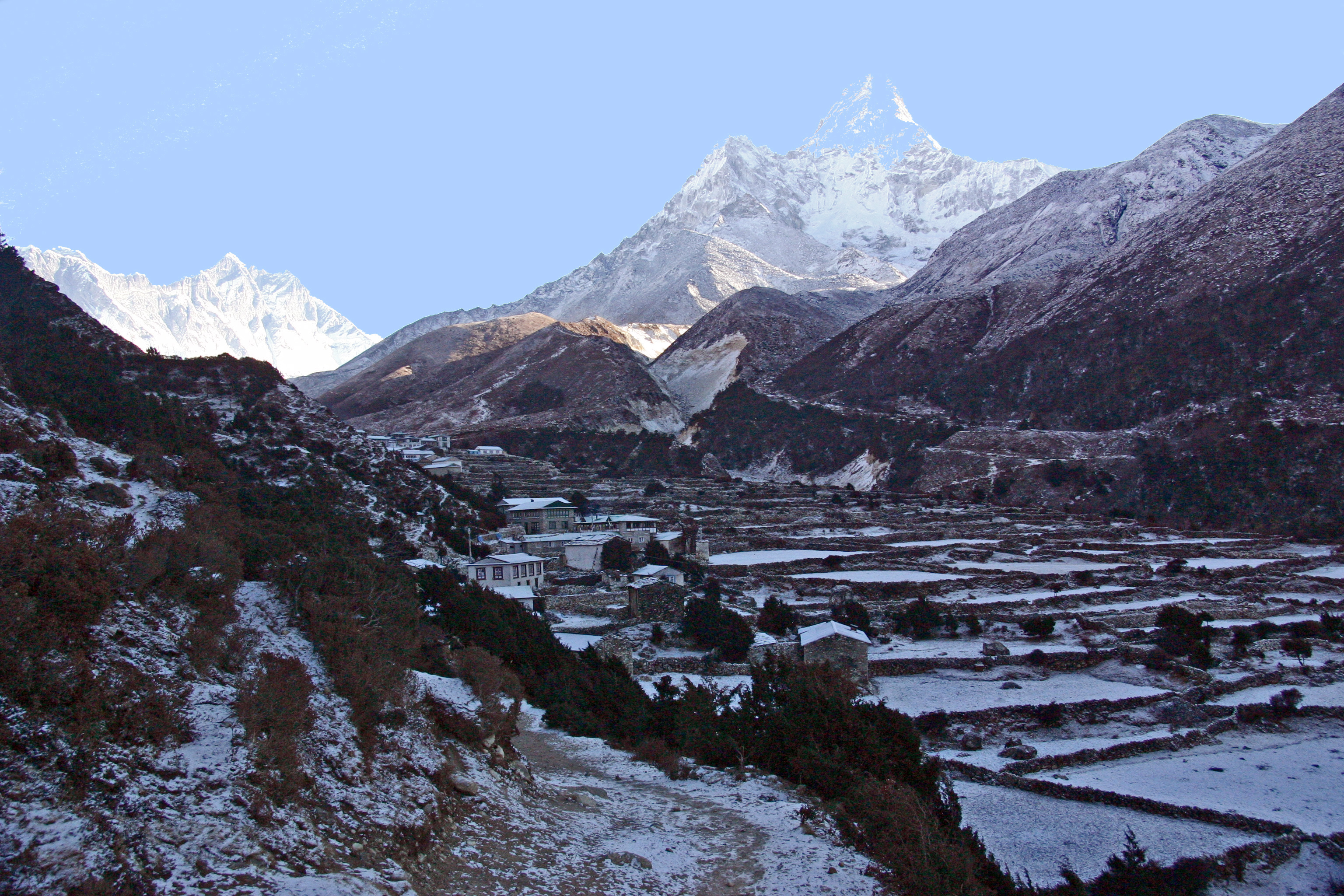
Dingboche
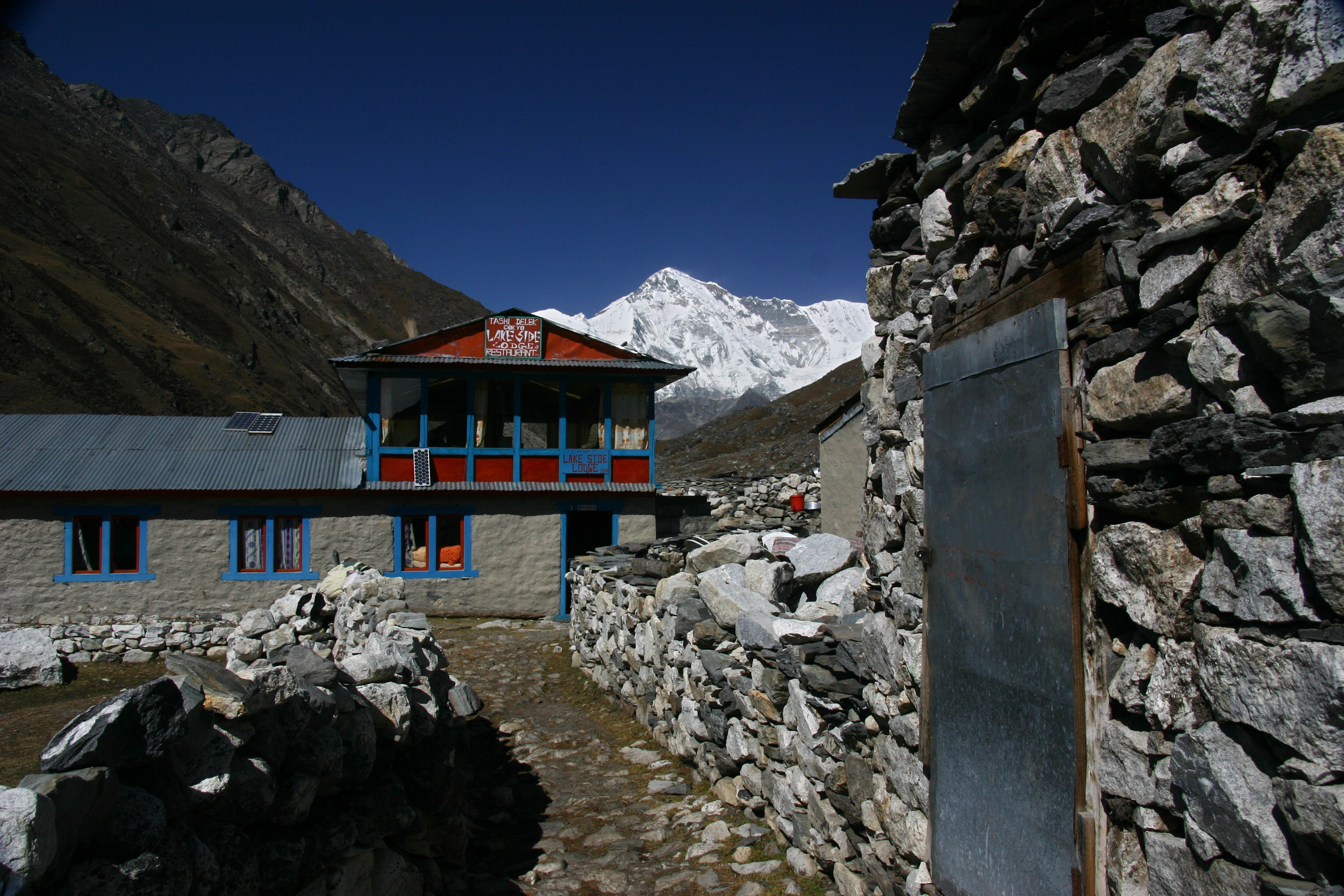
Gokyo
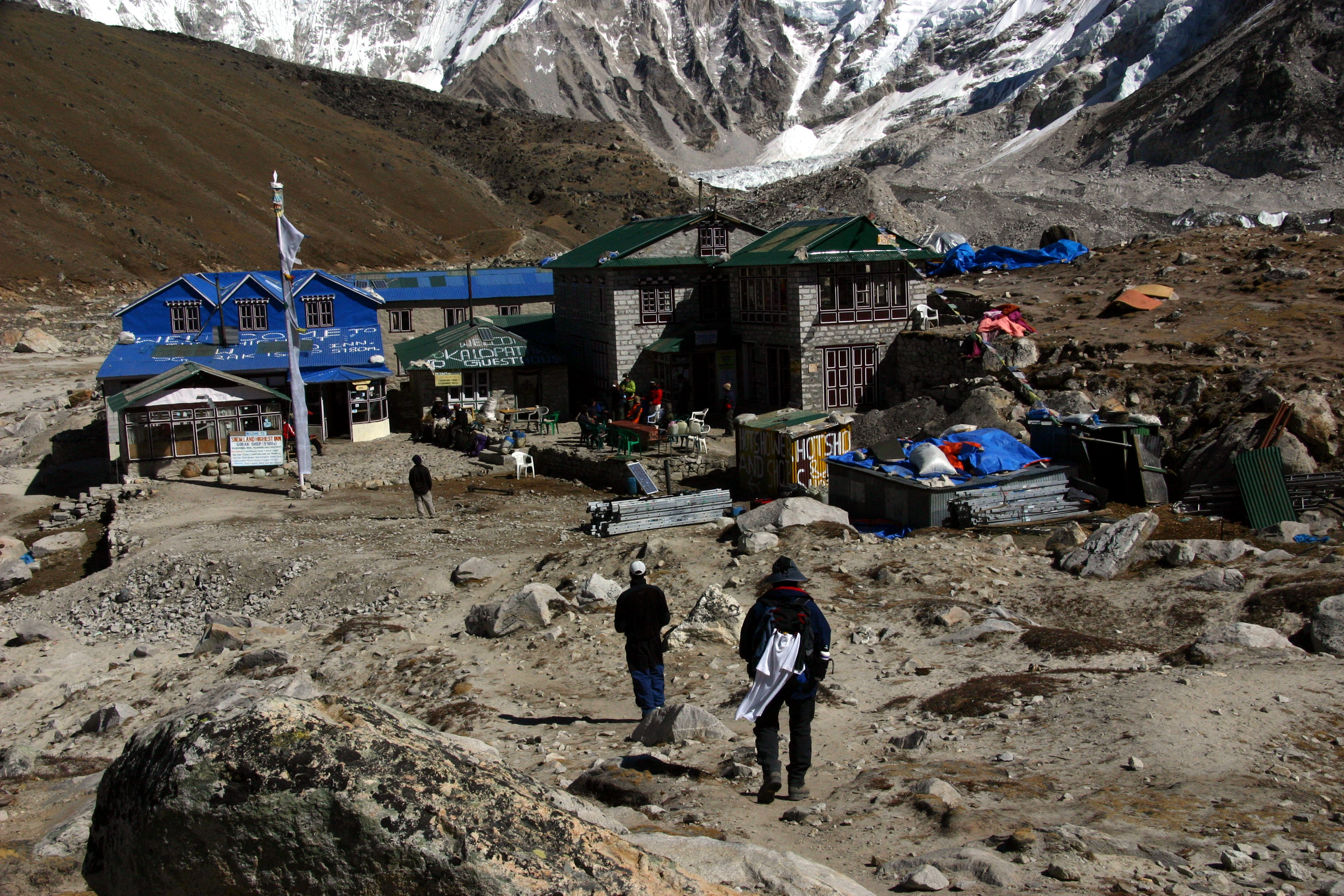
Gorak Shep
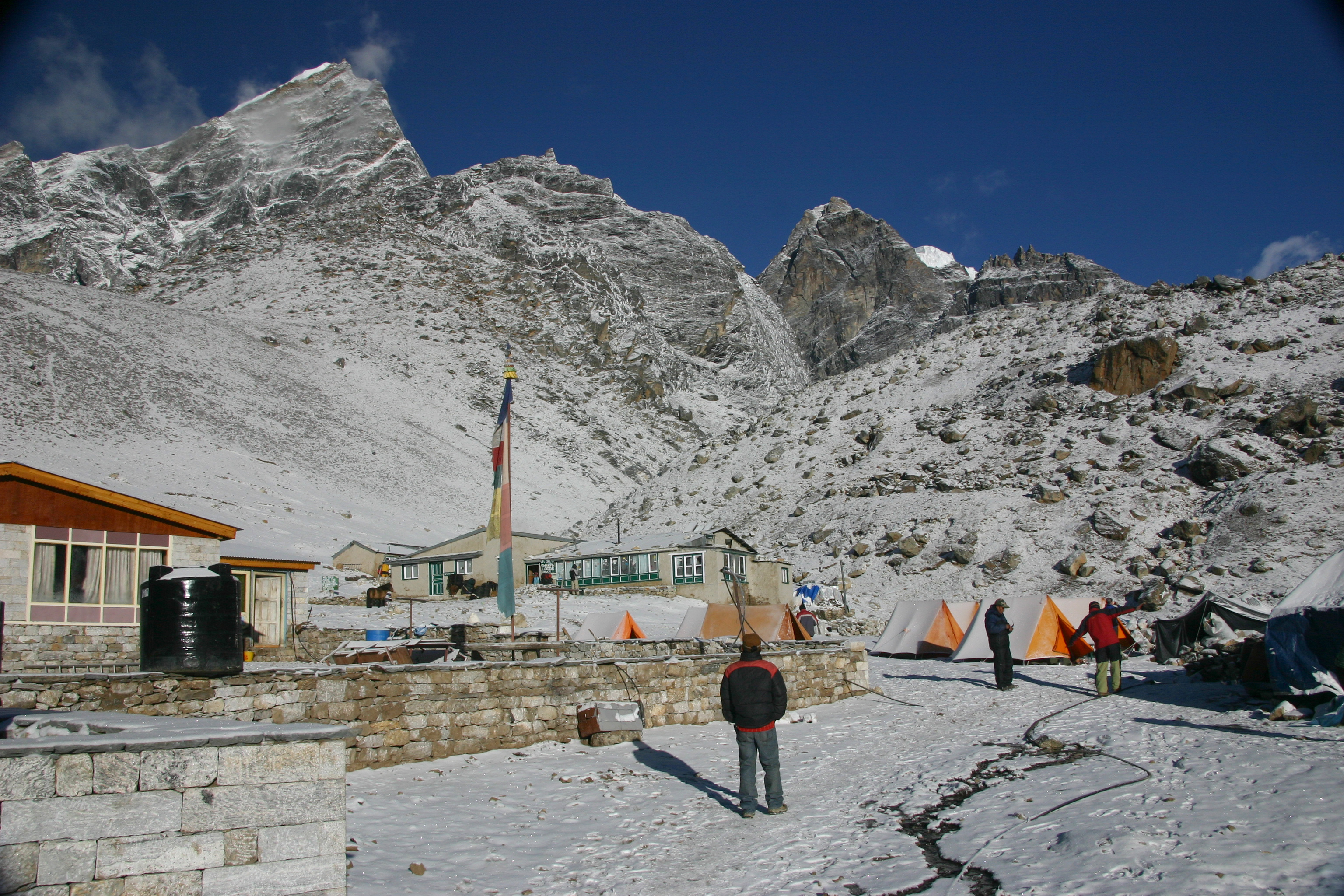
Lobuche
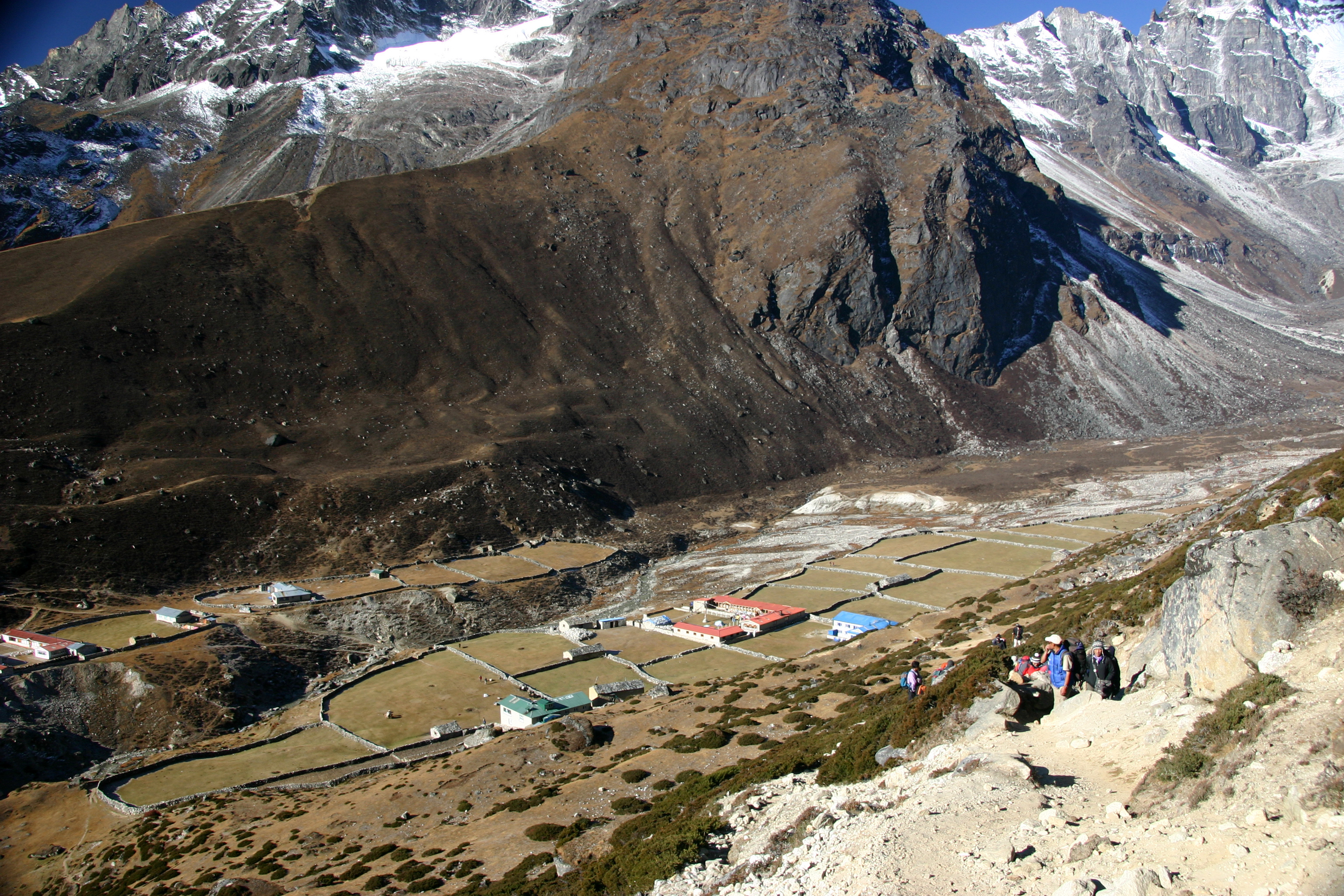
Machhermo
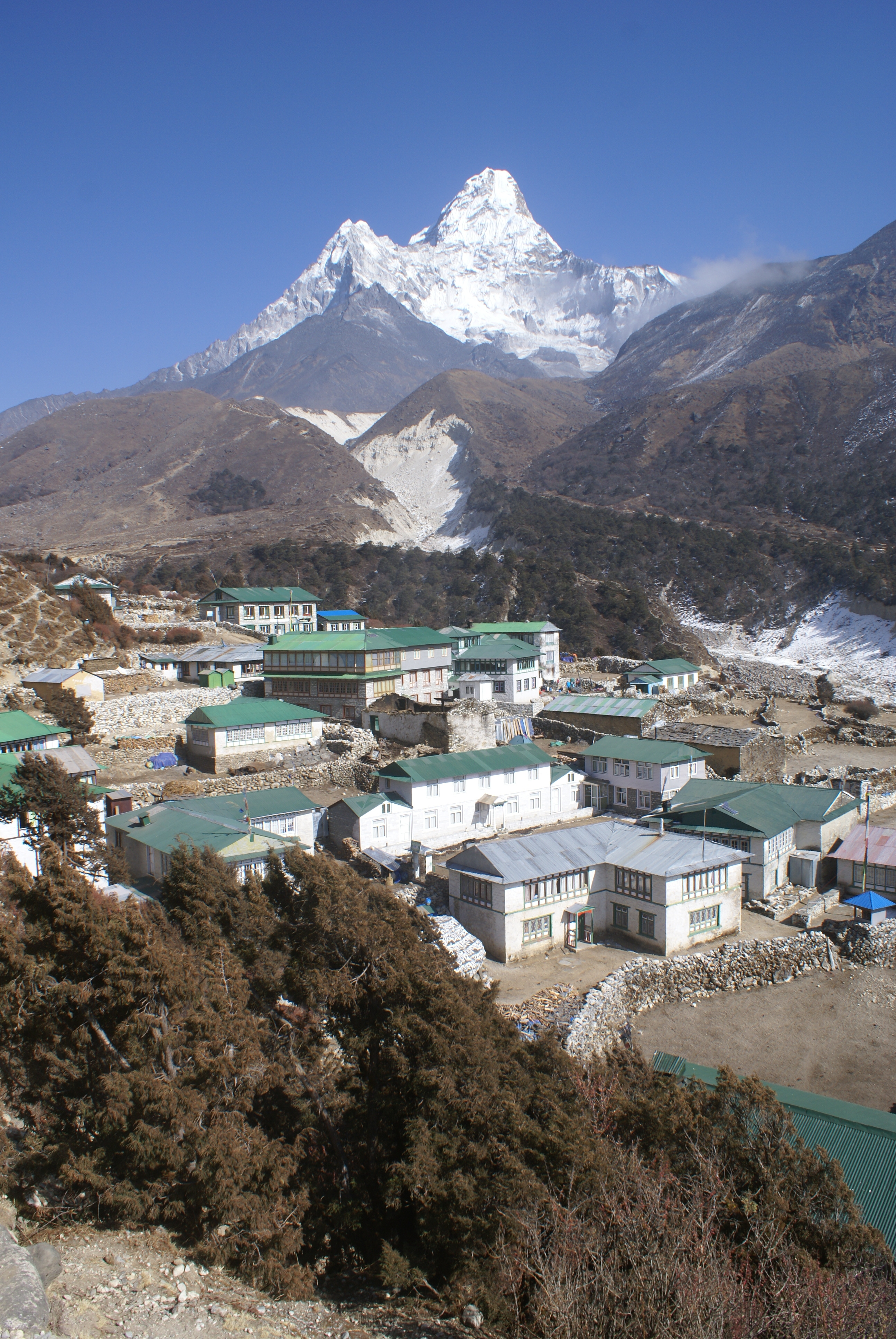
Pangboche mit Ama Dablam
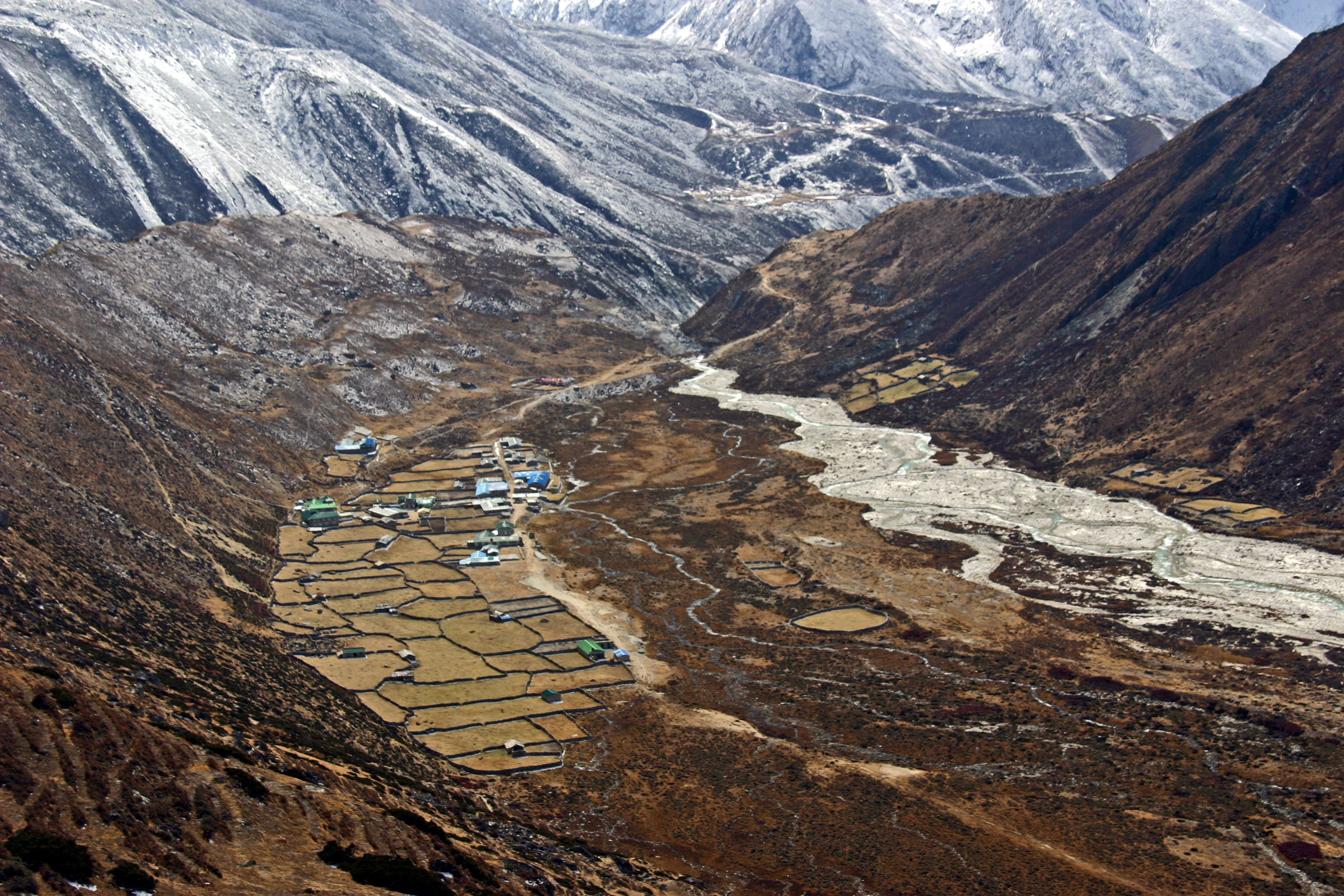
Pheriche
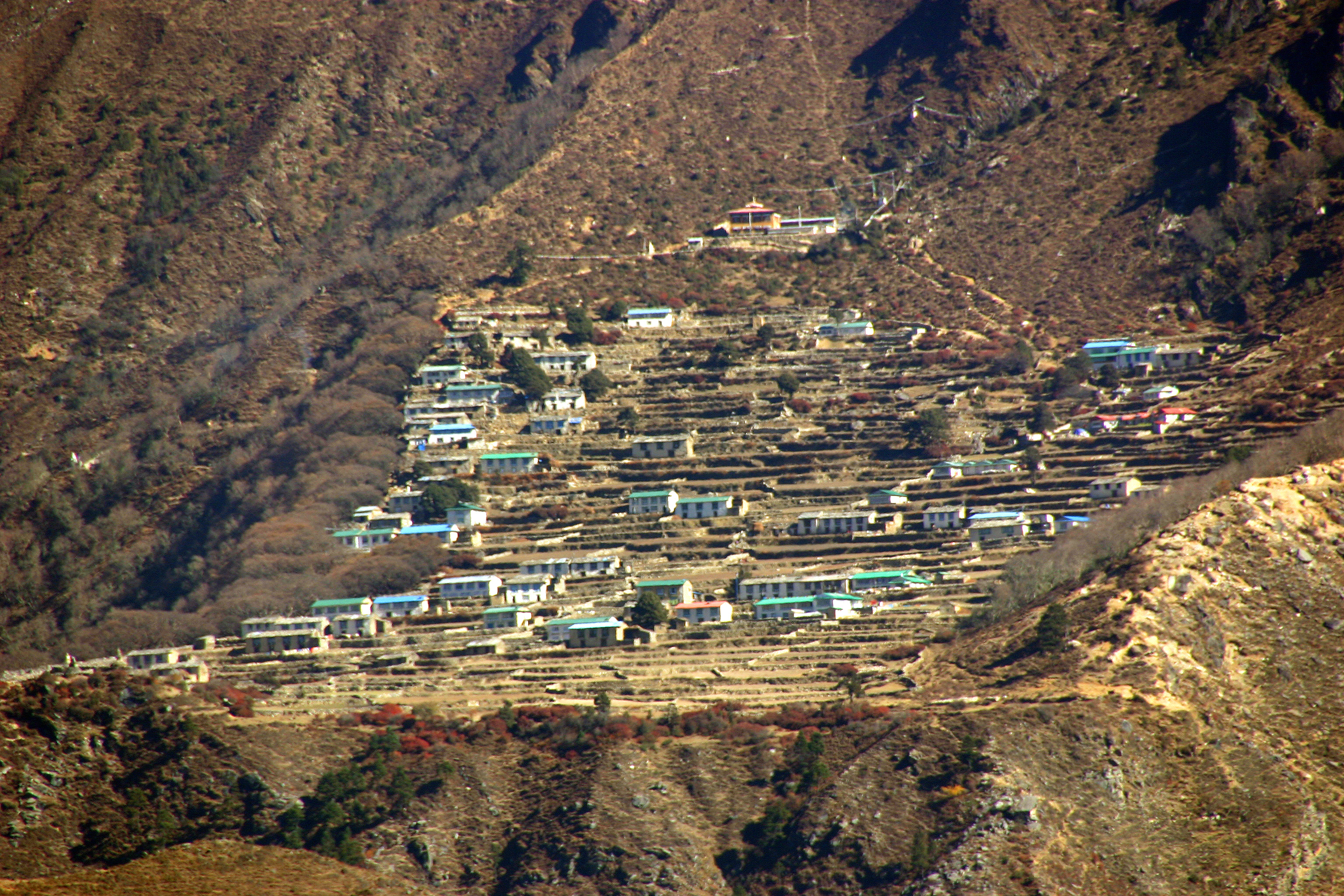
Phortse
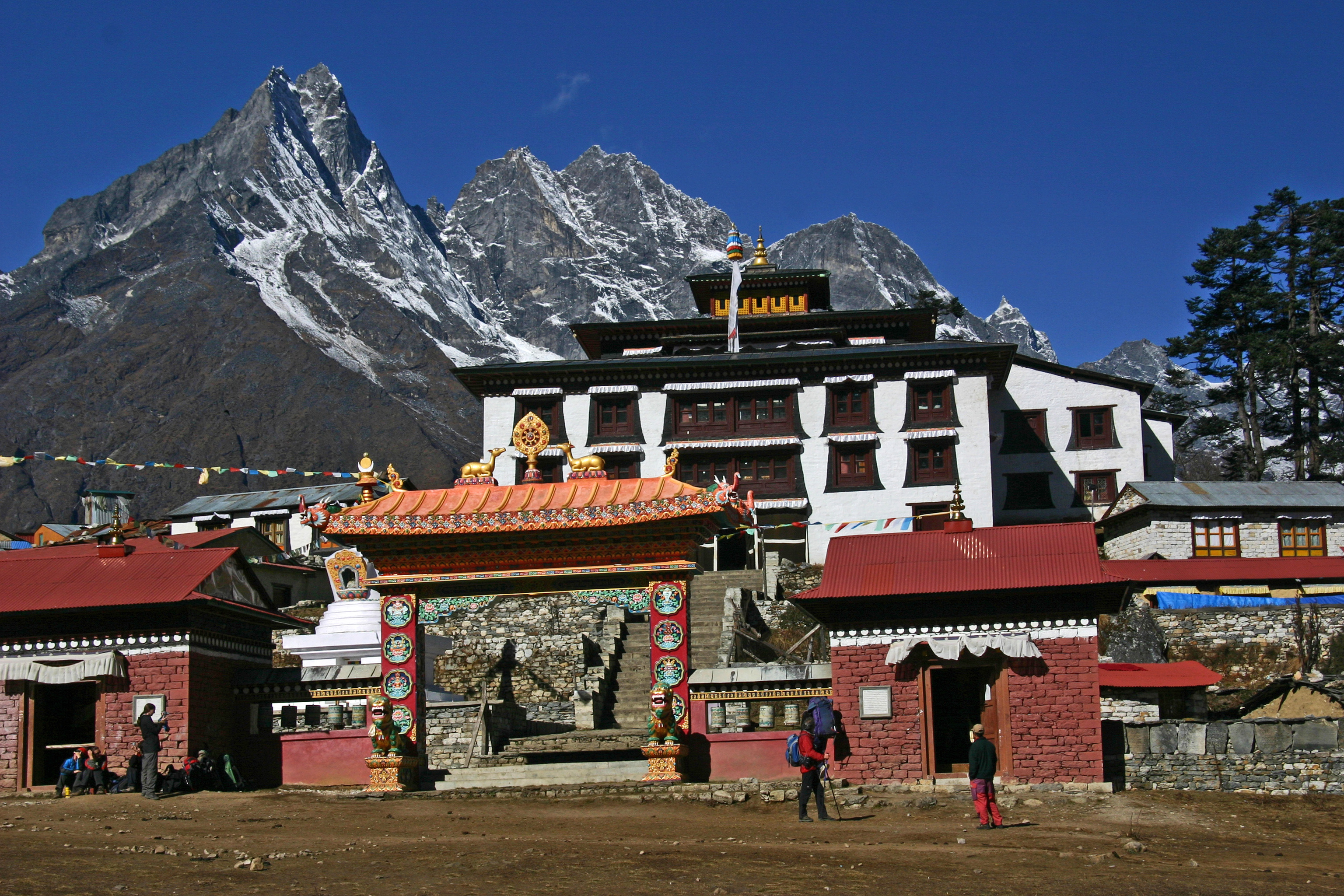
Tengboche